# Werner Maschewsky
Werner Maschewsky (* 15. März 1944 in Memel/Ostpreußen - jetzt Klaipeda/Litauen) ist ein deutscher Sozial- und Gesundheitswissenschaftler. Er arbeitete u. a. an der Freien Universität Berlin, am Wissenschaftszentrum Berlin und an der Fachhochschule Hamburg.

## Leben
Maschewsky kam 1946 nach der Flucht der Familie aus Ostpreußen nach Bamberg. Ab 1952 wohnte er in Würzburg, ab 1959 in Mönchengladbach, wo er 1964 sein Abitur machte. Nach dem Abitur studierte er zwei Semester Volkswirtschaft in Hamburg, machte dann eine 9-monatige Ausbildung zum Programmierer bei der August-Thyssen-Hütte Duisburg, arbeitete anschließend als solcher bei der Commerzbank Düsseldorf. Ab Herbst 1966 studierte er Psychologie – zwei Semester in Köln, sechs in Bochum, drei am Psychologischen Institut (Holzkamp-Institut) im Fachbereich 11 der Freien Universität Berlin. Das Vordiplom erwarb er 1968 in Bochum, das Diplom 1972 in Berlin. Seit 1976 ist er verheiratet mit Ulrike (Maschewsky-) Schneider. Im selben Jahr kam der Sohn Kris zur Welt, 1980 der Sohn Mirko. Ab 1984 war er Professor in Hamburg, wohnte aber ab 1986 in Bremen. Nach einer  Herz-OP im Sommer 2006 ging er im Frühjahr 2007 in den vorzeitigen Ruhestand. Dort arbeitete er, mit geringer Intensität, an einigen v. a. umweltpolitischen Themen weiter: Umweltgerechtigkeit, Wasserprivatisierung in Berlin, Fracking und TTIP.

## Wirken
Ab Sommer 1972 war Maschewsky wissenschaftlicher Teilzeit-Assistent für Empirie/Statistik am Erziehungswissenschaftlichen Institut im Fachbereich 12 der Freien Universität Berlin, gleichzeitig Lehrbeauftragter für Wissenschaftstheorie am Psychologischen Institut im Fachbereich 11 der FU. 1976 promovierte er bei Holzkamp über Das Experiment in der Psychologie.
Von 1977 bis 1984 war er wissenschaftlicher Mitarbeiter am Wissenschaftszentrum Berlin, im Internationalen Institut für Vergleichende Gesellschaftsforschung, Schwerpunkt Arbeitspolitik (Naschold-Institut). Dort arbeitete er in einem großen, interdisziplinären, empirischen Forschungsprojekt zu „Industriearbeit und Herzinfarkt“, finanziert vom BMFT über das Programm "Humanisierung der Arbeitswelt". 1981 habilitierte er an der FU im FB 11. 1982 publizierte er das Buch „Soziale Ursachen des Herzinfarkts“ mit seiner Frau Ulrike (Maschewsky-) Schneider.
Ab Frühjahr 1984 war Maschewsky Professor an der Fachhochschule  (später: Hochschule für Angewandte Wissenschaften) Hamburg, im Fachbereich Sozialpädagogik. Zunächst unterrichtete er Sozialmedizin, ab 1997 Sozialpolitik.
Ab 1984 arbeitete er  bei arbeitsmedizinischen Arbeitskreisen in Hamburg (A&G, Arbeit & Gesundheit) und ab 1986 in Bremen (VUA, Verein für Umwelt & Arbeit) mit. - Er begutachtete psychologisch zahlreiche Arbeiter, die bei der Berufsgenossenschaft Antrag auf Anerkennung einer neurotoxischen Berufskrankheit (Bk 1317) gestellt hatten. - Von 1989 bis 1991 führte er mit zwei FH-Kollegen (Gerd Krüger, Eckart Osborg) ein empirisches AIDS-Projekt fürs BMFG durch. - 1993/4 schrieb er für die FH Hamburg ein Gutachten zur Einrichtung eines neuen Studiengangs "Pflege und Gesundheit", der 1996 in Hamburg-Bergedorf die Arbeit aufnahm. - 2002-5 war er Prodekan im Fachbereich Sozialpädagogik. - 2003/4 schrieb er für den Fachbereich den Evaluationsbericht zur Vorlage bei der externen Evaluation.
In die Hamburg-Zeit fallen mehrere Auslandsaufenthalte:
- 1991 drei Monate als "temporary consultant" in Kopenhagen, im Regionalbüro Europa der WHO; hier entstand das Manuskript "Workplace chemicals and cardiovascular disease";
- 1995/6 acht Monate als "visiting scholar" in Seattle, an der University of Washington, School of Public Health; hier entstand das Manuskript über MCS;
- 1999 fünf Monate privat in Seattle, im Rahmen eines einjährigen Sabbaticals; hier entstand das Manuskript über Umweltgerechtigkeit;
- 2005 zwei Monate in Edinburgh, als halbes Praxissemester, bei der Umweltgruppe "Friends of the Earth Scotland" (FoES); hier entstand der Evaluationsbericht "Environmental justice in Scotland - just words? A view from outside", über die schottische Politik zu Umweltgerechtigkeit.

1997/98 machte Maschewsky für die Hans-Böckler-Stiftung eine empirische Studie zu MCS. - 1999 schrieb er für die Stiftung eine Broschüre zur Bk 1317. - 2002/3 führte er eine empirische Studie zu Umweltgerechtigkeit in Hamburg durch.

## Schriften (Auswahl)

### Bücher
- Das Experiment in der Psychologie. Zugl.: Berlin, Freie Univ., Diss., 1976. Campus-Verlag, Frankfurt/Main, New York 1977, ISBN 978-3-593-32186-8.
- mit Ulrike Schneider: Soziale Ursachen des Herzinfarkts. Campus-Verlag, Frankfurt/Main; New York 1982, ISBN 978-3-593-33157-7.
- Nervenschädigung am Arbeitsplatz : Regulierungsaspekte von Schadstoffen am Beispiel neurotox. Substanzen. Ed. Sigma Bohn, Berlin 1988, ISBN 978-3-924859-41-1.
- Arbeitsstoffe und Herzkreislauf-Krankheiten. Erich Schmidt, Berlin 1992, ISBN 978-3-503-03316-4.
- Handbuch Chemikalienunverträglichkeit (MCS). medi-Verl.-Ges. für Wiss. und Medizin, Hamburg 1996, ISBN 978-3-9803957-4-8.
- mit Nicola Oppl: Psychisch gestört oder arbeitsbedingt krank? : mehrfache Chemikalienunverträglichkeit (MCS), Lösemittel-Syndrom und Bk 1317. Hans-Böckler-Stiftung, Düsseldorf 2000, ISBN 978-3-928204-95-8.
- Umweltgerechtigkeit, Public Health und soziale Stadt. VAS, Frankfurt (Main) 2001, ISBN 978-3-88864-330-9.

### Beiträge in Zeitschriften und Sammelwerken
Maschewsky veröffentlichte Aufsätze v. a. in gewerkschaftsnahen (WSI-Mitteilungen, Soziale Sicherheit, Sichere Arbeit) und gesundheitswissenschaftlichen (Jahrbuch Kritische Medizin, Umwelt - Medizin - Gesellschaft) Zeitschriften.
- Zum gegenwärtigen Stand der Methodendiskussion. In: Müller hg, Begleitforschung in der Sozialpädagogik. Beltz, 1978, 38-62, ISBN 3-407-51138-8.
- Zur Bedingungskontrolle in der psychologischen Forschung: Rationale, Möglichkeit, Notwendigkeit. In: Jäger et al, Subjektivität als Methodenproblem. Pahl-Rugenstein, 1979, 142-173, ISBN 3-7609-0413-0.
- Implicit assumptions about the object of research in social research methods. Bielefelder Arbeiten zur Sozialpsychologie, 47, 1979, 1-22
- Allgemeine methodologische Probleme am Beispiel eines Herzinfarkt-Projekts. Teil-2: Zur "Systemmethode". Preprint, Wissenschaftszentrum Berlin, Forschungsschwerpunkt Arbeitspolitik, 1979, 1-69
- Machen bestimmte Arbeitsplätze krank - oder kommen Kranke auf bestimmte Arbeitsplätze? Psychosozial, 2, 1981, 125-142, ISSN 0171-3434, 780-ISBN 3-499-17210-0.

- The relation between stress and myocardial infarction: A general analysis. Social Science & Medicine, 16 (4), 1982, 455-462
- Zum Stand der Belastungs- und Beanspruchungsforschung. Soziale Welt, 3/4, 1982, 328-345, ISSN-Nr. 0038-6073.
- Gesundheitliche Folgen betrieblicher Umsetzungs- und Ausgliederungsprozesse bei Arbeitnehmern in der zweiten Hälfte ihrer Erwerbsbiographie. Projektantrag ans BMFT, 1983
- mit Ulrike Schneider: Arbeitssituation und Herzinfarkt. In: Naschold hg, Arbeit und Politik. Campus-Verlag, Frankfurt/Main, New York 1985, 267-304, ISBN 3-593-33540-9.
- Psychosomatisch oder neurotoxisch? Jahrbuch Kritische Medizin, 13, 1988, 154-164
- Brain damage by workplace chemicals - over-diagnosis or underreporting? International Journal of Health Sciences, Vol. 3, No. 2, 1992, 105-110
- Gutachten zur Einrichtung eines Studiengangs "Gesundheitswissenschaften" an der Fachhochschule Hamburg. FH Hamburg, 1994
- mit Rolf Rosenbrock, Präventionspolitische Bewertungskontroversen im Bereich Umwelt & Gesundheit. Gutachten für TAB (Büro für Technologiefolgen-Abschätzung beim Deutschen Bundestag), 1997
- Psychisch gestört oder arbeitsbedingt erkrankt? MCS, Lösemittel-Syndrom und Bk 1317. Hans-Böckler-Stiftung, 1999, ISBN 3-928204-95-5.
- Riskoberufe für MCS. Jahrbuch Kritische Medizin, 31, 1999, 72-86
- mit Uwe Helmert: Arbeitsbedingte Herz-Kreislauf-Krankheiten. In: Elsner hg, Handbuch Arbeitsmedizin. VSA, Hamburg, 2000, 136-144, ISBN 3-87975-441-1.
- Umweltbelastungen: Konzepte für Verteilungs- und Verfahrensgerechtigkeit. In: Bolte G, Mielck A hg, Umweltgerechtigkeit. Die soziale Verteilung von Umweltbelastungen. Juventa, 2004, 221-230, ISBN 3-7799-1141-8.
- Umweltgerechtigkeit am Beispiel Hamburg. Umwelt - Medizin - Gesellschaft, 2, 2005, 142-148
- Umweltgerechtigkeit als Thema für Public-Health-Ethik. Bundesgesundheitsblatt, 2, 2008, 200-210
- Umwelt- und gesundheitspolitische Ansätze für Umweltgerechtigkeit in europäischen Nachbarländern. In: Hornberg C, Pauli A hg, Umweltgerechtigkeit - die soziale Verteilung von gesundheitsrelevanten Umweltbelastungen. Universität Bielefeld, 2009, 75-79
- Umweltgerechtigkeit - Erfahrungen aus den USA und Schottland. In: Bolte et al hg, Umweltgerechtigkeit. Verlag Hans Huber, Bern, 2012, 159-172, ISBN 978-3-456-85049-8.
- Umweltrisiken der Schiefergas-Gewinnung mit Fracking. Umwelt - Medizin - Gesellschaft, 2, 2013, 110-118
- Umweltgerechtigkeit am Beispiel europäischer Metropolregionen. In: Senatsverwaltung für Umwelt, Verkehr, Klimaschutz hg, Basisbericht Umweltgerechtigkeit - Grundlagen für die sozialräumliche Umweltpolitik. SenUVK, Berlin, 2019, 33-37